# Diana Lixăndroiu
Maria Diana Lixăndroiu (* 14. August 2005 in Slatina, Rumänien) ist eine rumänische Handballspielerin, die für die rumänische Nationalmannschaft aufläuft.

## Karriere

### Im Verein
Lixăndroiu probierte im Alter von acht Jahren das Handballspielen aus, blieb jedoch nicht dabei, da ihr die Trainingsinhalte nicht gefielen. Ein Jahr später kehrte sie über eine Freundin wieder zum Handball zurück. Sie erhielt ihre handballerische Ausbildung am Liceul cu Program Sportiv Slatina und am Centrul Național de Excelență din Râmnicu Vâlcea. Im Februar 2022 unterschrieb die Rückraumspielerin einen ab der Saison 2022/23 gültigen Vertrag beim rumänischen Erstligisten CSM Slatina, einem Verein, der ausschließlich rumänische Spielerinnen fördert. Mit CSM Slatina trat sie 2023 den Gang in die Zweitklassigkeit an. Im Sommer 2024 wechselte sie zum rumänischen Erstligisten HC Dunărea Brăila.

### In Auswahlmannschaften
Lixăndroiu nahm mit der rumänischen Jugendnationalmannschaft an der U-17-Europameisterschaft, bei der sie mit 42 Treffern den neunten Platz in der Torschützinnenliste belegte, sowie an der U-18-Weltmeisterschaft 2022 teil. Am 2. November 2022 gab Lixăndroiu in einem Freundschaftsspiel gegen Deutschland ihr Länderspieldebüt für die rumänische A-Nationalmannschaft. Kurz darauf folgte die Teilnahme an der Europameisterschaft 2022, bei der sie in sechs Partien insgesamt 23 Spielminuten bestritt und vier Treffer erzielte. Mit der rumänischen Juniorinnenauswahl gewann sie bei der U-19-Europameisterschaft 2023 die Bronzemedaille. Lixăndroiu steuerte dabei 51 Treffer zum Erfolg bei. Als im November 2023 die Teilnahme von Cristina Neagu an der Weltmeisterschaft 2023 aufgrund einer Knieverletzung ungewiss war, wurde Lixăndroiu in den WM-Kader der rumänischen A-Nationalmannschaft berufen. Lixăndroiu nahm an vier der sechs Turnierspielen teil und warf fünf Tore, die sie allesamt im letzten Vorrundenspiel gegen Dänemark erzielte.